# Carreg Cennen Castle
Carreg Cennen Castle ist eine Burgruine in Carmarthenshire in Wales. Die als Kulturdenkmal der Kategorie Grade I klassifizierte Ruine liegt 6 km südöstlich von Llandeilo östlich des kleinen Ortes Trapp auf einer steilen Bergkuppe über dem Fluss Cennen. Die beeindruckende und mächtige Burg war Mittelpunkt des Commote Iscennen, hatte aber wegen ihrer abgelegenen Lage keine größere historische Bedeutung.

## Geschichte
Die markante Bergkuppe im Norden des Black Mountain im Westen des Brecon-Beacons-Nationalparks wurde bereits in römischer Zeit genutzt, wie Münzfunde belegen. Der Legende nach gehörte die Burg während der Zeit König Artus dem mythischen König Urien. Tatsächlich entstand eine erste Burg auf dem Bergkegel erst gegen Ende des 12. Jahrhunderts unter Lord Rhys, dem Herrscher des südwalisischen Fürstentums Deheubarth. Nach seinem Tod 1197 zerfiel sein Reich während der Erbfolgekriege zwischen seinen Söhnen und deren Nachfahren. Carreg Cennen Castle fiel schließlich an Lord Rhys jüngsten legitimen Sohn Rhys Gryg. Dessen Schwiegertochter Mathilda de Braose, eine Tochter des cambro-normannischen Marcher Lords Reginald de Braose verriet nach dem Tod ihres Mannes Rhys Mechyll 1244 ihren Sohn Rhys Fychan, in dem sie die Burg an die Engländer übergab. Rhys Fychan konnte die Burg 1248 zurückerobern, doch verlor er die Burg später an seinen mit ihm verfeindeten Onkel Maredudd ap Rhys. Während der Eroberung von Deheubarth während des Feldzugs des englischen Königs Eduard I. gegen Wales wurde die Burg 1277 kampflos übergeben. Während der Rebellion von Maredudds Sohn Rhys ap Maredudd fiel die Burg 1287 kurzzeitig in die Hände der Rebellen, doch konnte die Burg noch im selben Jahr von den Engländern zurückerobert werden.
Eduard I. hatte die Burg 1283 an den anglonormannischen Lord John Giffard vergeben. Er und sein gleichnamiger Sohn rissen die alte walisische Festung ab und bauten die jetzige Burg. Der jüngere John Giffard wurde 1322 nach dem Despenser War, der Rebellion der Marcher Lords gegen Eduard II. hingerichtet und der König vergab Carreg Cennen an seinen Vertrauten Hugh le Despenser. Nach dessen Sturz 1326 vergab Eduard III. 1340 die Burg an seinen Sohn John of Gaunt, und als dessen Sohn 1399 als Heinrich IV. König wurde, ging die Burg wieder in den Besitz der Krone über. Während der Rebellion von Owain Glyndŵr wurde sie um 1403 belagert und schwer beschädigt, die Schäden wurden zwischen 1414 und 1421 behoben. Während der Rosenkriege bemannte der Justiciar von Südwales Gruffudd ap Nicolas, ein Anhänger des Hauses Lancaster, kurzfristig 1454 und 1455 die Burg. Seine Söhne Owen und Thomas ap Gruffudd verschanzten sich nach der Niederlage von Towton 1461 in der Burg, wo sie sich Anfang 1462 einer Streitmacht der Yorkisten unter Richard Herbert ergeben mussten. Nach der Übergabe wurde die Burg von den Yorkisten geschleift, damit sie nicht weiter als gegnerischer Stützpunkt dienen konnte.
Nach Ende der Rosenkriege fiel die Ruine an Thomas ap Gruffudds Sohn Rhys ap Thomas. Später gelangte sie in den Besitz der Familie Vaughan von Golden Grove, die die Ruine im frühen 19. Jahrhundert an die Earls of Cawdor übergaben. Ab Ende des 18. Jahrhunderts wurde die romantisch gelegene Ruine zum Motiv für zahlreiche Maler wie Turner, Paul Sandby und Mansel Lewis. Der 2. Earl of Cawdor ließ die Ruine im 19. Jahrhundert restaurieren. Obwohl die Burg 1932 in die Obhut des Office of Works übergeben wurde, blieben die Cawdors weiterhin Eigentümer der Ruine, bis in den 1960er Jahren durch einen versehentlichen Urkundenfehler die Burg als Teil des nahe gelegenen Bauernhofs angegeben wurde, so dass die Ruine heute Eigentum der Besitzer der am Fuße des Bergs gelegenen Castell Farm ist.
Die Ruine liegt heute inmitten von landwirtschaftlich genutzten, in Privatbesitz befindlichen Flächen. Die Ruine selbst wird von Cadw betreut und ist zu besichtigen.

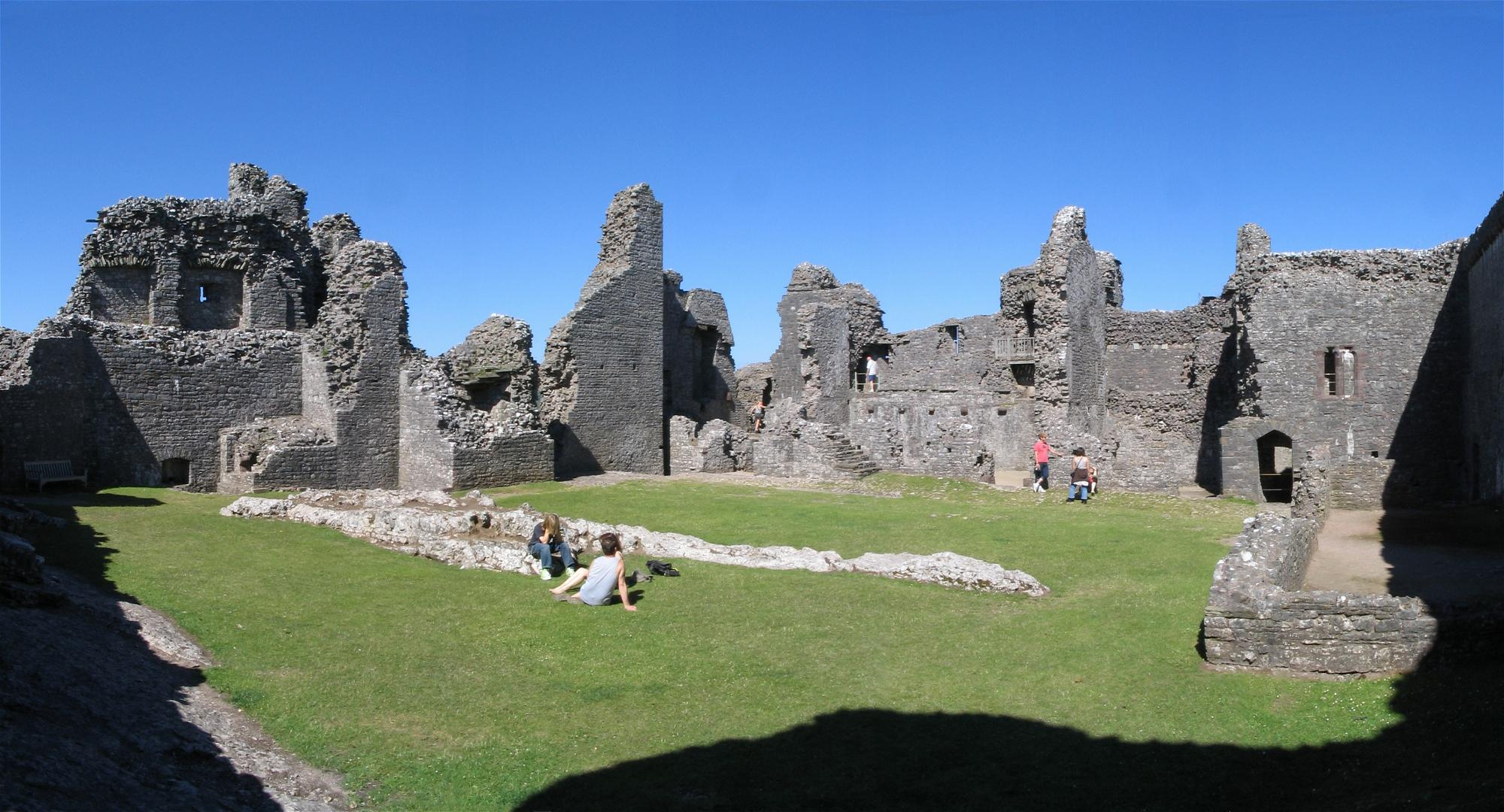
Der Innenhof der Kernburg

## Anlage

### Vorburg
Die Burg liegt in beeindruckender Lage auf einem über 90 m hohen Kalksteinfelsen, der zum Fluss Cennen steil abfällt. Die Ruinen der Burg stammen von dem Neubau gegen Ende des 13. Jahrhunderts. Über einem steilen Anstieg erreicht man die Vorburg, die im Norden und Osten der Kernburg vorgelagert ist. Die Vorburg ist von den Resten einer Mauer mit ehemals drei kleinen Ecktürmen umgeben, der Zugang erfolgte durch ein durch Doppeltürme gesichertes Tor in der Ostmauer. Durch eine vom Tor bis zum Torzwinger führende Mauer ist die Vorburg in zwei Hälften getrennt. Von den früher in der Vorburg befindlichen Gebäuden sind keine Überreste mehr vorhanden, auch die Mauern wurden vermutlich bei der Schleifung 1462 stark zerstört. Im Südosten befinden sich die Reste eines runden Kalkofens.

### Vorwerk
Der Zugang zur Kernbürg führte über einen aufwändigen Torzwinger in Form einer von Mauern umschlossenen Rampe. Der Zugang zur Rampe war verwinkelt und wurde vom mächtigen Nordostturm der dahinter liegenden Kernburg beherrscht. Anschließend führte die Rampe durch einen mit einer Zugbrücke gesicherten kleinen Torturm und weiter bis zum quadratischen mittleren Torturm. Der Turm war ebenfalls mit einer Zugbrücke gesichert, heute sind von ihm nur noch die Grundmauern vorhanden. Durch den mittleren Turm führte dann der Zugang im rechten Winkel über eine weitere, den in den Fels gehauenen Burggraben überquerende Zugbrücke zum Haupttor der Kernburg.

### Kernburg

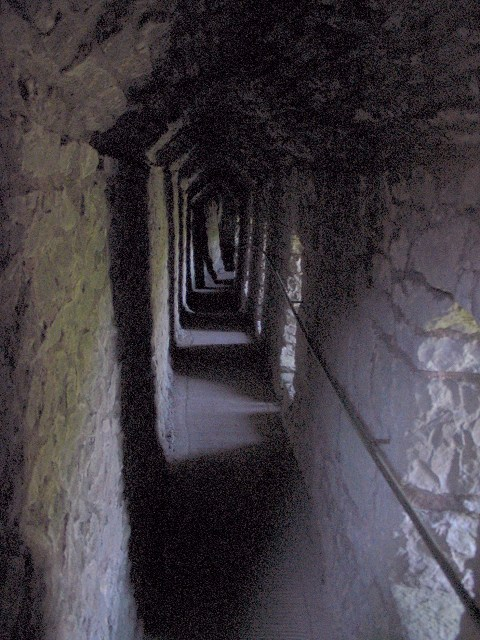
Tunnel zur Höhle unter der Burg

Das mächtige Haupttor besaß zwei achteckige Doppeltürme, von denen der westliche Turm noch mit zwei Geschossen erhalten ist. Das Torhaus war das höchste Gebäude der Burg und diente, ähnlich wie in Caerphilly Castle und anderen Burgen aus dem späten 13. Jahrhundert, gleichzeitig als Keep. Der Burghof ist fast quadratisch. Zwischen dem Torhaus und dem Nordwestturm befinden sich die Reste eines Backofens und zwei Zisternen. Der Nordwestturm, von dem nur das Erdgeschoss erhalten ist, ist der einzige Rundturm der Burg. In seinem Erdgeschoss befindet sich eine Schießscharte, die vermutlich im 15. Jahrhundert zur Verteidigung mit Schusswaffen gebaut wurde. Die direkt auf den Felsen erbaute Westmauer ist stark zerstört und war vermutlich früher von einem hölzernen Wehrgang bekrönt, die an die steile Klippe gebaute Südmauer ist in fast voller Höhe erhalten und besitzt noch einen steinernen Wehrgang. Auf der Ostseite des Burghofes befinden sich die Reste der an die Ostmauer angebauten Wohngebäude, die unterkellert waren. An den mächtigen achteckigen Nordostturm grenzt die Küche, anschließend folgt die Halle, von der man in den Kapellenturm gelangt, der in die Vorburg hineinragt. Südlich der Halle befinden sich zwei Räume, die die Privatgemächer der Burgherren waren.

### Die Höhle
Im Südosten des Burghofes führt eine Pforte durch einen Tunnel in eine natürliche, feuchte Kalksteinhöhle. Die Höhle besitzt eine Öffnung an der Südseite des Felsens, die vermutlich im 13. Jahrhundert zugemauert wurde. Dies und der Tunnel sollte verhindern, dass Feinde durch die Höhle in die Burg eindrangen oder die Mauern an dieser Schwachstelle unterminierten. Die Höhle wurde als Taubenschlag genutzt, wie Fluglöcher in der Mauer zeigen.